# Obreja (gmina)
Obreja – gmina w Rumunii, w okręgu Caraș-Severin. Obejmuje miejscowości Obreja, Var, Iaz i Ciuta. W 2011 roku liczyła 3252 mieszkańców.